# Saint-Thibault-des-Vignes
Saint-Thibault-des-Vignes település Franciaországban, Seine-et-Marne megyében. Lakosainak száma 6793 fő (2022. január 1.). Saint-Thibault-des-Vignes Bussy-Saint-Martin, Gouvernes, Lagny-sur-Marne, Pomponne és Torcy községekkel határos.

## Népesség
A település népessége az elmúlt években az alábbi módon változott:
| Lakosok száma | 6296 | 6341 | 6569 | 6447 | 6400 | 6354 | 6304 | 6266 | 6793 |
|               | 2013 | 2015 | 2016 | 2017 | 2018 | 2019 | 2020 | 2021 | 2022 |

## Testvérvárosok
- Badia Polesine, Olaszország